# Угольная Гора
Угольная Гора — упразднённая деревня в Тарногском районе Вологодской области России.

## География
Урочище находится в северо-восточной части области, в подзоне средней тайги, на левом берегу реки Боровая Улошка, на расстоянии примерно 11 километров (по прямой) к юго-востоку от села Тарногский Городок, административного центра района.

### Климат
Климат характеризуется как умеренно континентальный, с продолжительной холодной зимой и умеренно тёплым летом. Среднегодовая температура воздуха — +1,5 °C. Средняя температура воздуха самого холодного месяца (января) — −13,6 °C (абсолютный минимум — −52 °C), средняя температура самого тёплого (июля) — +16,8 °С (абсолютный максимум — +37 °С). Вегетационный период длится 115 дней. Среднегодовое количество атмосферных осадков составляет 667 мм, из которых около 67 % выпадает в тёплый период. Снежный покров держится в течение 168 дней. В течение года преобладают ветра юго-западного направления. Среднегодовая скорость ветра 3,3 м/с.

## История
В «Списке населенных мест Вологодской губернии по сведениям 1859 года» населённый пункт упомянут как удельная деревня Угольная (Гора) Тотемского уезда, расположенная в 84 верстах от уездного города. В деревне имелось 6 дворов и проживало 45 человек (19 мужчин и 26 женщин). В 1881 году входила в состав Шевденицкой волости.
По данным 1926 года в деревне имелось 17 хозяйств и проживало 77 человек (38 мужчин и 39 женщин). В административном отношении входила в состав Шебенгского сельсовета Кокшенгского района.
Действовал колхоз «Красная звезда». По состоянию на 1 января 1973 года входила в состав Шебенгского сельсовета Тарногского района.